# Volturnus
Volturnus – bardzo stare bóstwo rzymskie, pierwotnie czczone w Kampanii przez Etrusków.
Był patronem rzeki o tej samej nazwie (dzis. Volturno). Jego święto – Volturnalia, obchodzono 27 sierpnia. Zachowało się niewiele informacji na temat jego kultu